# Colroy-la-Roche

Colroy-la-Roche este o comună în departamentul Bas-Rhin, Franța. În 1 ianuarie 2022 avea o populație de 472 de locuitori.